# Lato leśnych ludzi (serial telewizyjny)
Lato leśnych ludzi – polski serial obyczajowy z 1985 roku. Uwspółcześniona adaptacja powieści „Lato leśnych ludzi” Marii Rodziewiczówny.

## Fabuła
Młody chłopak z miasta przybywa do leśniczego Januszki, przyjaciela dziadka z czasów II wojny światowej i partyzantki. Na miejscu spotyka ludzi, którzy budzą w nim zdziwienie. Noszą bowiem imiona bohaterów powieści „Lato leśnych ludzi” Marii Rodziewczówny, którą chętnie czytają i bardzo kochają przyrodę. Pod ich przewodnictwem chłopak poznaje miejscową przyrodę oraz zaprzyjaźnia się z nimi. Poznaje też dziewczynę o imieniu Justyna.

## Odcinki
- odcinek 1 – Gość
- odcinek 2 – Strefa ciszy
- odcinek 3 – Kwiat paproci
- odcinek 4 – W obronie puszczy
- odcinek 5 – Legenda

## Obsada
- Rafał Wieczyński − „Coto”
- Wiktor Zborowski − naukowiec „Żuraw”
- Jerzy Bińczycki − Januszko „Rosomak”
- Sylwester Maciejewski − Antek Januszko „Pantera”, brat „Rosomaka”
- Dominika Mincer − Justyna
- Marek Frąckowiak − żołnierz
- Zdzisław Szymański
- Zdzisław Rychter
- Teresa Gałczyńska
- Tadeusz Sienkiewicz
- Artur Barciś
- Jarosław Domin
- Jacek Domański − motocyklista
- Jacek Strzemżalski − motocyklista
- Maciej Góraj − żołnierz
- Bernard Michalski − ojciec Justyny
- Robert Rogalski